# 血河
血河（英語：Blood River，或譯布拉德河）為在南非夸祖魯-納塔爾省境內的一條河流，其源頭位於烏得勒支東南方的高地，此河流自高地流離後與與兩條重要的支流交匯，之後蜿蜒流過沙質平原。血河為布法羅河的支流，而布法羅河為圖蓋拉河的支流。
此河流以1838年的戰役「血河之戰」為名。
血河河段上有座小型湖泊，稱弗萊湖，坐落在弗萊海德西南方約20公里處，為南非最大的內陸湿地之一，也是一些候鳥（如鴨鵝）的渡冬地。

## 外部連結
- North-West Zululand birding sites
- Official website of the Blood river Vow Committee, Blood river Vow Committee